# Mónica Xavier
Antonieta Mónica Xavier Yelpo (Montevideo, 16 de diciembre de 1956) es una doctora y política uruguaya.
Tiene un posgrado en cardiología. Se desempeñó como Presidenta de la coalición de izquierda Frente Amplio (2012-2015) y Secretaria General del Partido Socialista del Uruguay (2016-2019), además de ocupar una banca en el Senado por dicho sector.

## Biografía
Mónica Xavier nació en el seno de una familia de raíces socialistas. Cursó todos sus estudios en la educación pública. En 1975 ingresó a la Facultad de Medicina de la Universidad de la República, de donde se graduó en 1985.

## Actividad política
En 1984 integró la Dirección Clandestina del Partido Socialista durante la dictadura militar. En la legalidad, fue elegida para integrar el Comité Central y el Comité Ejecutivo del PS. Fue designada Subsecretaria Nacional de Organización del Partido.
En 1997, fue designada presidenta de la Comisión Nacional de Organización del Frente Amplio. Un año más tarde fue una de los tres delegados del Presidente del Frente Amplio, Tabaré Vázquez. En 1999, integró el equipo de campaña electoral designado por Tabaré Vázquez para las elecciones nacionales, en el área de organización y como responsable política del área publicitaria.
Fue elegida por el Congreso del Partido Socialista como tercera candidata al Senado de la República para las elecciones nacionales de octubre de 1999.
En 2004, fue elegida por el Congreso del Partido Socialista como segunda candidata al Senado de la República para las elecciones nacionales de octubre de ese año. Integró la Comisión Nacional pro Referéndum contra la Ley de Caducidad de la Pretensión Punitiva del Estado y la Comisión Nacional por la defensa de las Empresas Públicas.
En 2009, volvió a ser electa por el Congreso del Partido socialista como segunda candidata al Senado de la República para las elecciones nacionales de ese año, detrás de Daniel Martínez. El resultado fue positivo, y fue nuevamente electa para el período 2010-2015.

## Cargos Legislativos

### Período 1995 - 2000
Electa Diputada Suplente del Partido Socialista por el Departamento de Montevideo.

### Período 2000- 2005
Electa Senadora de la República constituyéndose en la primera mujer que ocupa la titularidad de ese cargo en la historia del Partido Socialista.
Designada Presidenta de la Comisión Permanente del Poder Legislativo, en el período diciembre de 2000 - marzo de 2001.
En este período legislativo presidió la Comisión de Salud Pública y la de Vivienda y Ordenamiento Territorial.

### Período 2005 – 2010
Reelecta Senadora de la República.
Comisiones Permanentes del Senado de la República que integra actualmente (2006):
- Salud Pública
- Vivienda y Ordenamiento Territorial
- Medio Ambiente.
- Población, Desarrollo e Inclusión.

En este período presidirá las cuatro comisiones.
Período 2010 – 2015
Reelecta Senadora de la República.
En este período en abril de 2013 presenta renuncia a su cargo de Senadora, ya que el Plenario del Frente Amplio no le permitió cumplir con la doble tarea de Senadora y Presidenta de la coalición de izquierda dado que se encontraba en ejercicio de la Presidencia del Frente Amplio.
Período 2015-2020
Reelecta Senadora de la República.
Comisiones Permanentes del Senado de la República que integra actualmente (2017):
- Asuntos Internacionales
- Constitución y Legislación
- Especial: Partidos Políticos. Financiación y Publicidad Electoral
- Medio Ambiente
- Población, Desarrollo e Inclusión
- Presupuesto
- Presupuesto integrada con Hacienda
- Salud Pública

## Presidencia del Frente Amplio (2012-2015)
El 27 de mayo de 2012, por primera vez en su historia, el Frente Amplio celebró elecciones abiertas para elegir a sus máximas autoridades. Xavier compitió por la presidencia con Enrique Rubio, Ernesto Agazzi y Juan Castillo.
Xavier fue ganadora y asumió el cargo el 30 de junio. La acompañan tres vicepresidentes: el senador Rafael Michelini (Nuevo Espacio), la diputada Ivonne Passada (MPP) y el excoordinador del Pit-Cnt Juan Castillo (Partido Comunista del Uruguay). A pesar de la exigencia de otros políticos de que abandone su banca senatorial, Xavier prolongó su permanencia en el Senado. Finalmente, el 29 de abril de 2013, el Comité Ejecutivo Nacional del Partido Socialista determina que Roberto Conde asuma la banca de Mónica Xavier cuando esta abandone la banca para ejercer únicamente como presidenta del Frente Amplio.
El 8 de agosto de 2015 presentó su renuncia a la Presidencia del Frente Amplio ante el Plenario Nacional de esa fuerza política.

## Partido Socialista del Uruguay
El 22 de diciembre de 2015 en una carta abierta a las y los socialistas, la senadora Mónica Xavier oficializó su deseo de ser la Secretaria General del Partido Socialista del Uruguay. De esa forma disputará dicho cargo con el Economista Daniel Olesker Olesker.
En elecciones internas celebradas el 13 de marzo de 2016, fue elegida como Secretaria General del Partido Socialista del Uruguay, Xavier es la primera mujer en ocupar dicho cargo en los 105 años de vida de dicho partido.
Xavier comienza a ser mencionada como una posible candidata a la vicepresidencia para las elecciones de 2019.

## Activista pro aborto (pro elección)
El 10 de mayo de 2018 Mónica Xavier asistió a la novena décima jornada de debate por la legalización del Aborto en Argentina en el 9.º plenario de comisiones del Congreso de la Nación manifestando su posición a favor del aborto manifestando lo siguiente: “Estamos a favor de la vida y luchamos por la libertad, por eso reivindicamos “el derecho de la mujer a la autonomía”. “Tenemos derecho a decidir, porque los métodos anticonceptivos fallan y a veces quedamos embarazadas cuando no queremos traer un hijo al mundo”. “También tenemos derecho a decidir no traer al mundo un hijo con malformaciones”. “Los abortos por las causales de violación, riesgo para la salud, y anomalía del feto, sumados, en Uruguay no llegan al 1%”. “El 99% restante se practica por voluntad de la mujer”. Cuestionó que “el 30% de los médicos uruguayos haga objeción de conciencia”.